# HD 102232
HD 102232，又名CD-44 7564，SAO 223009、HR 4519，是一颗恒星，视星等为5.29，位于銀經291.09，銀緯15.67，其B1900.0坐标为赤經11h 40m 46.9s，赤緯-45° 15.67′ 6″。